# 胡逢恩
胡逢恩（?—?），山東省萊州府膠州人，清朝政治人物、同進士出身。
光緒二十年（1894年），参加光緒甲午科殿試，登進士三甲71名。同年五月，授内阁中书。